# Пица, Дан
Дан Пи́ца (рум. Dan Pița; род. 11 октября 1938 года, Дорохой, Румыния) — румынский кинорежиссёр, сценарист и продюсер.

## Биография
В 1970 году окончил Институт имени Караджале. Ставит фильмы как по собственным, так и по чужим сценарием. Часто экранизирует произведения румынской литературной классики.
Член жюри 37-го Берлинского международного кинофестиваля.
Женат на актрисе Кармен Галин.

## Фильмография

### Режиссёр
- 1970 — Вода как чёрный буйвол / Apa ca un bivol negru (документально-игровой фильм)
- 1973 — Каменная свадьба / Nunta de piatră (с Мирча Верою)
- 1973 — Август в огне / August în flăcări (сериал)
- 1974 — Дух золота / Duhul aurului (с Мирча Верою)
- 1974 — Филипп Добрый / Filip cel Bun
- 1977 — Пророк, золото и трансильванцы / Profetul, aurul și ardelenii
- 1978 — Тэнасе Скатиу / Tănase Scatiu (по Дуилиу Замфиреску, в советском прокате «Летняя история»)
- 1979 — Превыше всего / Mai presus de orice (с Николае Мэрджиняну[рум.])
- 1979 — Бедный Иоаниде / Bietul Ioanide (по Джордже Кэлинеску)
- 1980 — Трансильванцы на Диком Западе / Pruncul, petrolul și ardelenii
- 1982 — Песчаные утёсы / Faleze de nisip
- 1984 — Конкурс / Concurs
- 1984 — Справедливость в оковах / Dreptate în lanțuri
- 1986 — Шаг вдвоём / Pas în doi
- 1988 — Ноябрь, последний бал / Noiembrie, ultimul bal
- 1989 —  / Autor anonim, model necunoscut
- 1989 — Белое кружевное платье / Rochia albă de dantelă
- 1992 — Отель де Люкс / Hotel de lux
- 1994 — Пепе и Фифи / Pepe si Fifi
- 1996 — Я – Адам! / Eu sunt Adam!
- 1997 — Человек дня / Omul zilei
- 2004 — Секонд-хэнд / Second hand
- 2005 — Женщина мечты / Femeia visurilor
- 2011 — Что-то хорошее в жизни / Ceva bun de la viață
- 2014 — Кира Киралина / Kira Kiralina

### Сценарист
- 1973 — Каменная свадьба / Nunta de piatră (с Мирча Верою, по Иону Агырбичану)
- 1974 — Дух золота / Duhul aurului (с Мирча Верою, по Иону Агырбичану)
- 1979 — Превыше всего / Mai presus de orice (с Николае Мэрджиняну[рум.], Иосифом Демианом[рум.] и Даном Мутаску)
- 1984 — Конкурс / Concurs
- 1984 — Справедливость в оковах / Dreptate în lanțuri (с Михаем Стояном)
- 1986 — Шаг вдвоём / Pas în doi
- 1988 — Ноябрь, последний бал / Noiembrie, ultimul bal (с Шербаном Велеску, по Михаилу Садовяну)
- 1992 — Отель де Люкс / Hotel de lux
- 1994 — Пепе и Фифи / Pepe si Fifi (с Иоаной Элиад)
- 1996 — Я – Адам! / Eu sunt Adam! (по Мирча Элиаде)
- 2014 — Кира Киралина / Kira Kiralina (с Йоаном Григореску, по роману Панаита Истрати)

### Продюсер
- 2004 — Секонд-хэнд / Second hand

## Награды
- 1986 — номинация на «Золотого медведя» 36-го Берлинского международного кинофестиваля («Шаг вдвоём»)
- 1986 — «Серебряный медведь» — почетное упоминание 36-го Берлинского международного кинофестиваля («Шаг вдвоём»)
- 1992 — «Серебряный лев» 49-го Венецианского международного кинофестиваля («Отель де Люкс»)